# Atletismo nos Jogos Pan-Americanos de 1967 - 110 m com barreiras masculino
A prova dos 110 m com barreiras masculino nos Jogos Pan-Americanos de 1967 foi realizada em Winnipeg, Canadá.

## Medalhistas
| Ouro                               | Prata                               | Bronze                |
| Earl McCullouch USA Estados Unidos | Willie Davenport USA Estados Unidos | Juan Morales CUB Cuba |

## Resultados
| Posição           | Nome              | Nacionalidade      | Tempo | Notas |
| ----------------- | ----------------- | ------------------ | ----- | ----- |
| Medalha de ouro   | Earl McCullouch   | USA Estados Unidos | 13.49 |       |
| Medalha de prata  | Willie Davenport  | USA Estados Unidos | 13.55 |       |
| Medalha de bronze | Juan Morales      | CUB Cuba           | 14.30 |       |
| 4                 | Ray Harvey        | JAM Jamaica        | 14.51 |       |
| 5                 | Hernando Arrechea | COL Colômbia       | 14.76 |       |
| 6                 | Brian Donnelly    | CAN Canadá         | 14.82 |       |
| 7                 | Alfredo Deza      | PER Peru           | 15.01 |       |
| 8                 | Jacobo Bucaram    | ECU Equador        | 15.77 |       |